# Christendemocratische Volkspartij A.I.
De Christendemocratische Volkspartij van Appenzell Innerrhoden (Duits: Christlichdemokratische Volkspartei des Kantons Appenzell Innerrhoden, CVP A.I.), is een Zwitserse politieke partij doe actief is in het kanton Appenzell Innerrhoden. De CVP A.I. is een christendemocratische partij en aangesloten bij de federale Christendemocratische Volkspartij (Christlichdemokratische Volkspartei). Sinds haar oprichting in 1912 heeft de partij de meeste Landammänner (dat wil zeggen regeringsleiders) geleverd.

## Geschiedenis
De CVP A.I. werd in 1912 opgericht onder de naam Schweizerische Konservative Volkspartei ("Zwitserse Conservatieve Volkspartij") en maakte deel uit van de gelijknamige federale partij. Politici van de SKVP stonden bekend als katholieke conservatieven. In 1957 werd de partijnaam gewijzigd in Konservativ-Christlichsoziale Partei (Conservatief Christelijk-Sociale Partij) en in 1970 werd de huidige partijnaam aangenomen.
Omdat het kanton Appenzell Innerrhoden in praktijk een eenpartijsysteem (vgl. de positie van de FDP A.Rh. in het buurkanton Appenzell Ausserrhoden), zijn er verschillende stromingen binnen de CVP A.I. actief, w.o. een conservatieve vleugel, vooral gericht op het kanton, en een moderne christendemocratische vleugel. Toch is de positie van partijloze politici in Appenzell Innerrhoden ook sterk, waardoor de macht van de CVP A.I. niet altijd even sterk is. Het aantal leden dat de CVP A.I. in de Grote Raad vertegenwoordigt is niet bekend, omdat personen alleen op eigen titel lid kunnen zijn van de Grote Raad.

## Partijleiding
- Partijvoorzitter: Hirn Peter, Appenzell